# Neoseiulus steinerae
Neoseiulus steinerae är en spindeldjursart som beskrevs av John Stanley Beard 200. Neoseiulus steinerae ingår i släktet Neoseiulus och familjen Phytoseiidae. Inga underarter finns listade i Catalogue of Life.